# Mouna Chebbah
Mouna Chebbah (n. 8 iulie 1982 în Mahdia, Tunisia) este o jucătoare profesionistă de handbal tunisiană, membră a echipei naționale de handbal a Tunisiei. De asemenea, ea este componentă a echipei franceze HBC Nîmes.

## Cariera

### Echipa națională
Chebbah a participat la Campionatul Mondial de Handbal Feminin din 2009, desfășurat în China, unde Tunisia s-a plasat pe locul 14, iar Chebbah s-a calificat în primele 10 marcatoare.
Mouna Chebbah a jucat finala Campionatului de Handbal Feminin African din 2010, unde Tunisia a pierdut în fața Angolei. Ea a fost desemnată cea mai bună jucătoare a competiției.

### Cariera de club
Mouna Chebbah a jucat trei sezoane pentru echipa franceză Besançon, înainte să se transfere la clubul Team Esbjerg din Liga Feminină Daneză de Handbal. În cei doi ani în care a jucat pentru Esbjerg, ea a fost aleasă de două ori Cea mai bună jucătoare a sezonului. A fost de asemenea votată Cel mai bun centru al Ligii și a făcut parte din All Star Team, în sezonul 2009/2010.
În mai 2010, Chebbah a semnat un contract pe trei ani cu Viborg HK, unde a jucat până în 2014.